# ロングビーチ (原子力ミサイル巡洋艦)
ロングビーチ（USS Long Beach, CLGN-160/CGN-160/CGN-9）は、アメリカ海軍の原子力ミサイル巡洋艦。
第二次世界大戦後のアメリカ海軍が設計・建造した最初の巡洋艦として、1957年度計画において建造された。世界初の原子力水上戦闘艦であり、また、ミサイルを主兵装とする初の戦闘艦でもあった。艦名はカリフォルニア州ロングビーチに因む。同型艦はない。

## 来歴
アメリカ海軍は、1952年度計画で「ノーチラス」「シーウルフ」の2隻の原子力潜水艦を建造し、核動力の時代に突入した。これに伴って、水上艦部隊も核動力化が志向され、原子力空母とともに、直衛にあたる原子力艦の建造が検討されるようになった。
もともと艦型が小さく航続距離が短い傾向がある駆逐艦の核動力化が志向されていたこともあり、まず1953年8月より、艦船局（BuShips）において原子力駆逐艦（DDN）の研究が着手された。これはレーダー哨戒潜水艦（SSRN）「トライトン」と同系統の新型原子炉を搭載し、フォレスト・シャーマン級と同程度の規模で予定されていた。しかしこの計画は9月には中止され、その後いくつかの予備研究を経て、1955年1月、通常動力型ないし核動力型の駆逐艦やフリゲート（DL）を含めたいくつかの試案が作成され、核動力型は通常動力型より高価とはなるが、倍には達しないと試算された。
同年8月17日にアーレイ・バーク大将が海軍作戦部長（CNO）に就任すると、原子力水上艦の建造が本格的に推進されることとなり、就任後まもなく、艦船局に対して、航空母艦とミサイル巡洋艦、ミサイル・フリゲート（DLG）の核動力化を検討するよう指示した。9月の同局の答申では、航空母艦とミサイル巡洋艦の核動力化は十分に可能だが、駆逐艦は困難で、どうしても「ノーフォーク」並みのサイズにはなるとされた。また巡洋艦は4軸推進艦となり、かなり高コストになることが予想された。
これを受けて、まず原子力水上戦闘艦のプロトタイプとして原子力ミサイル・フリゲート（DLGN）を建造する方針となり、1956年1月に最初の試案が作成された。この案では満載排水量8,900トン、全長173.9メートル、艦首側に5インチ単装砲2基、中部甲板にRAT対潜ミサイル発射機、艦尾側にテリア連装発射機1基を配していた。しかしまもなく、このサイズの船体で核動力化を達成するという当初の見積もりはかなり楽観的だったことが明らかになり、4月には、基本計画審議委員会（SCB）により、「フリゲートないし軽巡洋艦クラスの船体」と、「核動力化・速力30ノット」という要求は両立しないとの提言がなされた。これを受け、バーク大将は核動力化・速力30ノットという要求を優先することとしたため、以後の設計案は急速に大型化していくこととなった。これらの検討を経て、1956年秋までに、SCB-169として設計案が完成し、10月15日に建造契約が締結された。これによって建造されたのが本艦である。

## 設計
上記の通り、本級はもともと原子力ミサイル・フリゲート（DLGN）の構想を起源とするものの、結局、アメリカ海軍最後の重巡洋艦であるデモイン級に匹敵する大型艦となった。船体は従来通りの平甲板型で、艦首にブルワークとナックル・ラインが付されている。
一方、レーダーの装備に伴う要請から、上部構造物は従来の巡洋艦とかけ離れた特異なものとなった。船体中央やや前方に、巨大な正四角形の断面をもつ箱型の艦橋構造物が設けられており、その四面にレーダーの電子走査アレイ・アンテナが固定装備されていた。その後、このアンテナが撤去されるのに伴って、バラストがわりに44mm厚のアルミニウム合金装甲板が装着された。
原子炉としてはウェスティングハウスC1Wが2基搭載された。これは加圧水型原子炉（PWR）で、空母「エンタープライズ」のA2Wとの類似性が指摘されている。フォスター・ホイーラー式の熱交換器（蒸気発生器）8基が搭載されて、ゼネラル・エレクトリック式蒸気タービン2基を駆動した。1回の核燃料搭載で、20ノット巡航であれば360,000海里に相当する長大な航続距離を誇った。
また電源容量は17,000キロワットであった。

## 装備

### センサー
本艦の中核的なセンサーと位置づけられたのがSCANFAR 3次元レーダー・システムであった。これは捜索用のAN/SPS-32と追尾用のAN/SPS-33（後日装備）の2種類のレーダーから構成されていた。これらはいずれも先進的な固定式の電子走査アレイ・アンテナを用いており、西側世界では初めて実戦配備された固定アレイ・アンテナを用いたレーダーシステムとされている。しかし開発時の技術水準としてはあまりに野心的なシステムであり、信頼性に問題があったことから、1980年から83年にかけての改装で撤去された。
1968年には対空捜索レーダーとして従来型のAN/SPS-12が追加搭載された。これはSCANFARの整備性の悪さのほか、統合された敵味方識別装置（IFF）を持たなかったためでもあった。そして上記改装の際にSCANFARとAN/SPS-12は撤去され、代替として艦隊で標準的なAN/SPS-48 3次元レーダーとAN/SPS-49 2次元レーダーが搭載された。

### 武器システム
艦対空ミサイルとしては、タロスとテリアの2種類を併載した。艦首側にテリアが装備されており、艦首甲板には40発収容のMk.10 mod.0連装ミサイル発射機が、またその後方の甲板室上には80発収容のMk.10 mod.1連装ミサイル発射機が搭載された。これを管制する火器管制レーダーとしては、AN/SPG-55がミサイル発射機直後および艦橋構造物上に2基ずつの計4基搭載された。またミサイルは、後にSM-1ER、NTU改修後には更にSM-2ERへと更新された。
一方、タロスは艦尾側に装備されており、艦尾甲板に52発収容のMk.12連装ミサイル発射機が、またその直前の後部上部構造物上にAN/SPG-49/SPW-2火器管制レーダー2基が背負式に設置された。ただしタロスの運用は1979年に終了し、ミサイル発射機と射撃指揮装置は撤去された。なおトンキン湾上で作戦中の1968年5月23日、タロスによって北ベトナム軍のMiG戦闘機を撃墜しているが、これは、実戦で艦対空ミサイルが記録した初の戦果であると言われている。また翌月にも更に1機を撃墜した。
竣工時には、本艦は砲熕兵器を搭載しない「全ミサイル」艦とされていたが、高速戦闘艇や低空目標への対処能力不足が指摘され、1962年から1963年にかけて、艦砲として38口径127mm単装砲（Mk.30 5インチ砲）が搭載され、Mk.56 砲射撃指揮装置によって管制を受けた。なおこの指摘は当時大統領だったジョン・F・ケネディによってなされたと言われているが、実際には、計画段階より、太平洋艦隊の一部からそのような主張がなされていた。
設計では、船体中央にレギュラスII艦対地ミサイルを搭載する予定とされていた。レギュラスIIの計画中止後もポラリス弾道ミサイル8発を搭載するスペースが確保され、核弾頭の対地投射能力を保有する予定であったが、コスト面の問題から1961年に断念された。
タロス発射機の撤去に伴い、1980年には、対艦兵器としてハープーン艦対艦ミサイル（SSM）の4連装発射筒2基が搭載された。また1985年にはトマホーク巡航ミサイルの装甲ボックスランチャー2基がこの位置に搭載され、これに伴ってハープーンは後部上部構造物上に移設された。なお対潜兵器としては中部01甲板にアスロック8連装発射機、上甲板上に324mm3連装短魚雷発射管が設置された。
船尾甲板はヘリコプター甲板とされているが、格納庫はもたない。

### 兵装・電装要目
|          | 1960年代                                            | 1990年代                                 |
| -------- | --------------------------------------------------- | ---------------------------------------- |
| 兵装     | 38口径127mm単装砲×2基                               | 38口径127mm単装砲×2基                    |
| 兵装     | －                                                  | ファランクス 20mmCIWS×2基                |
| 兵装     | Mk.12 mod.0 連装ミサイル発射機×1基 (タロスSAM×52発) | －                                       |
| 兵装     | Mk.10連装ミサイル発射機×2基 (テリアSAM×計120発)     |                                          |
| 兵装     | －                                                  | ハープーンSSM 4連装発射筒×2基            |
| 兵装     | －                                                  | トマホークSLCM装甲ボックスランチャー×2基 |
| 兵装     | アスロックSUM 8連装発射機×1基                       |                                          |
| 兵装     | 324mm3連装短魚雷発射管×2基                          |                                          |
| レーダー | AN/SPS-32 3次元式                                   | AN/SPS-48 3次元式                        |
| レーダー | AN/SPS-33 3次元式                                   | AN/SPS-48 3次元式                        |
| レーダー | AN/SPS-12 対空捜索用 ※1968年に後日装備              | AN/SPS-49 対空捜索用                     |
| レーダー | AN/SPS-10 対水上捜索用                              | AN/SPS-67 対水上捜索用                   |
| ソナー   | AN/SQS-23 船首装備式                                | AN/SQS-23 船首装備式                     |
| 電子戦   | n/a                                                 | AN/SLQ-32(V)3電波探知妨害装置            |

## 艦歴
「ロングビーチ」は1956年10月15日にマサチューセッツ州クインシーのフォアリバー造船所に発注された。当初は CLGN-160 の艦番号であったが、1957年初めに CGN-160 に変更され、1957年7月1日に CGN-9 へと再び変更された。1957年12月2日に起工し、1959年7月14日にクレイグ・ホスマー下院議員（カリフォルニア州選出）の夫人によって命名、進水する。1961年9月9日、艦長ユージーン・P・ウィルキンソン大佐の指揮下就役した。
就役後は大西洋艦隊に配属され、バージニア州ノーフォークを母港とする。1966年始めに最初の燃料補給を行い、母港をカリフォルニア州ロングビーチに変更する。
1964年5月、「ロングビーチ」は原子力空母「エンタープライズ」 、原子力ミサイル嚮導駆逐艦「ベインブリッジ」と共に第1原子力機動部隊（Task Force 1）を構成する。3隻は7月末にシー・オービット作戦（2ヶ月間にわたる燃料無補給航海）を開始した。第1原子力機動部隊は世界初の原子力推力艦による戦闘部隊であった。
「ロングビーチ」は1965年8月から1966年2月にかけて竣工後初の核燃料交換を行い、66年10月には太平洋西部に最初の展開を行った。この最初の巡航において、「ロングビーチ」は主にトンキン湾北部において Positive Identification Radar Advisory Zone (PIRAZ) ユニットとして活動した。「ロングビーチ」の主な役目は敵機が識別信号を回避しようとする動きを明らかにすることで、攻撃から帰還する友軍機が安全に着陸できるようにするものであった。さらにロングビーチは探索・救助を行うヘリコプター部隊の支援も行った。この巡航中、「ロングビーチ」は南ベトナム海軍艦艇を攻撃しようとしていたソ連製のAn-2「コルト」機撃墜を支援している。撃墜は「ロングビーチ」による対空迎撃指示を受けたF-4によって行われた。「ロングビーチ」は1967年7月にカリフォルニアに帰港した。
ベトナムでの任務の後、「ロングビーチ」は西太平洋とインド洋において通常任務に従事した。1975年にはマヤグエース号事件に対処する任務部隊の護衛も行った。1980年、ベトナム沿岸で114名のボートピープルを救助した。1979年及び1980年から83年まで「ロングビーチ」はピュージェット・サウンド海軍造船所において改装が行われ、この改装で旧式化していた艦橋のフェーズドアレイレーダーと艦後部のタロス発射機ならびに関連機器を撤去した。なお、撤去されたタロスの管制レーダー装備位置には20mmCIWSを、発射機の装備位置には1984年にハープーン対艦ミサイルの発射筒が設置され、85年にはハープーン発射筒を後檣に移設の上BGM-109 トマホーク巡航ミサイルの発射機が追加装備された。1980年代を通じて西太平洋、中東、大西洋に展開し、1991年には湾岸戦争の支援任務に従事した。
なお1970年代末には、イージス艦への改装も検討された。これは、海軍が1978年度計画で建造を予定していた原子力打撃巡洋艦（CSGN）について、議会がその建造を差し止めるかわりに、本艦をそのプロトタイプとして改装するように予算を振り替えたものである。しかし1977年1月17日、フォード政権は改修を中止させたため、実現しなかった。
1995年5月1日に「ロングビーチ」は退役した。2002年9月25日、原子力艦再利用プログラムにより原子炉の破棄が完了、ワシントン州ブレマートンのピュージェット・サウンド海軍工廠で廃棄のため長い間保管されていたが、2012年7月12日、タコマメタル社に90万ドルで売却され、スクラップになった。

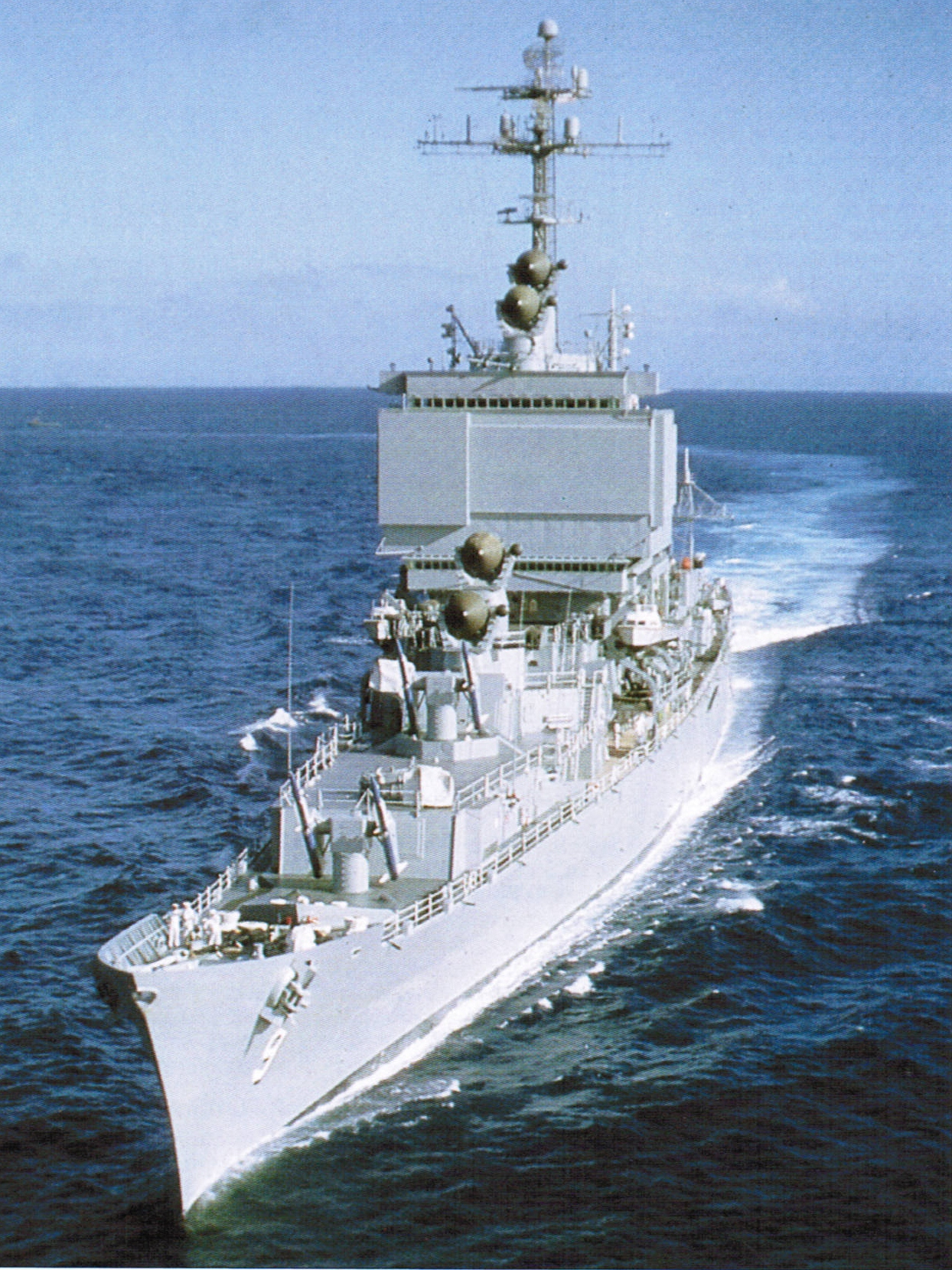
フェーズドアレイ式レーダーを備えた箱状の特異な艦橋
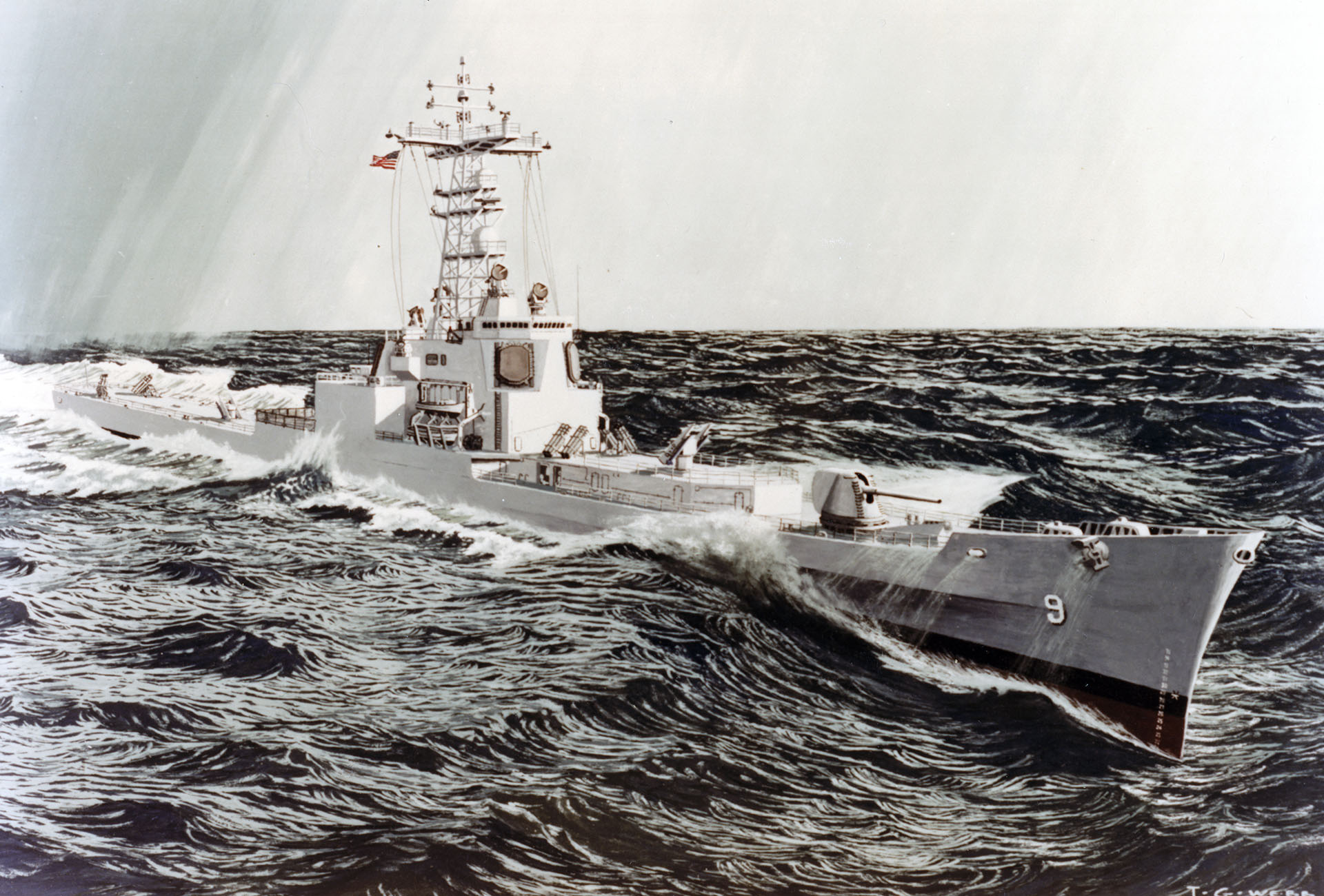
イージスシステム搭載改修のコンセプト図。実現はしなかった。
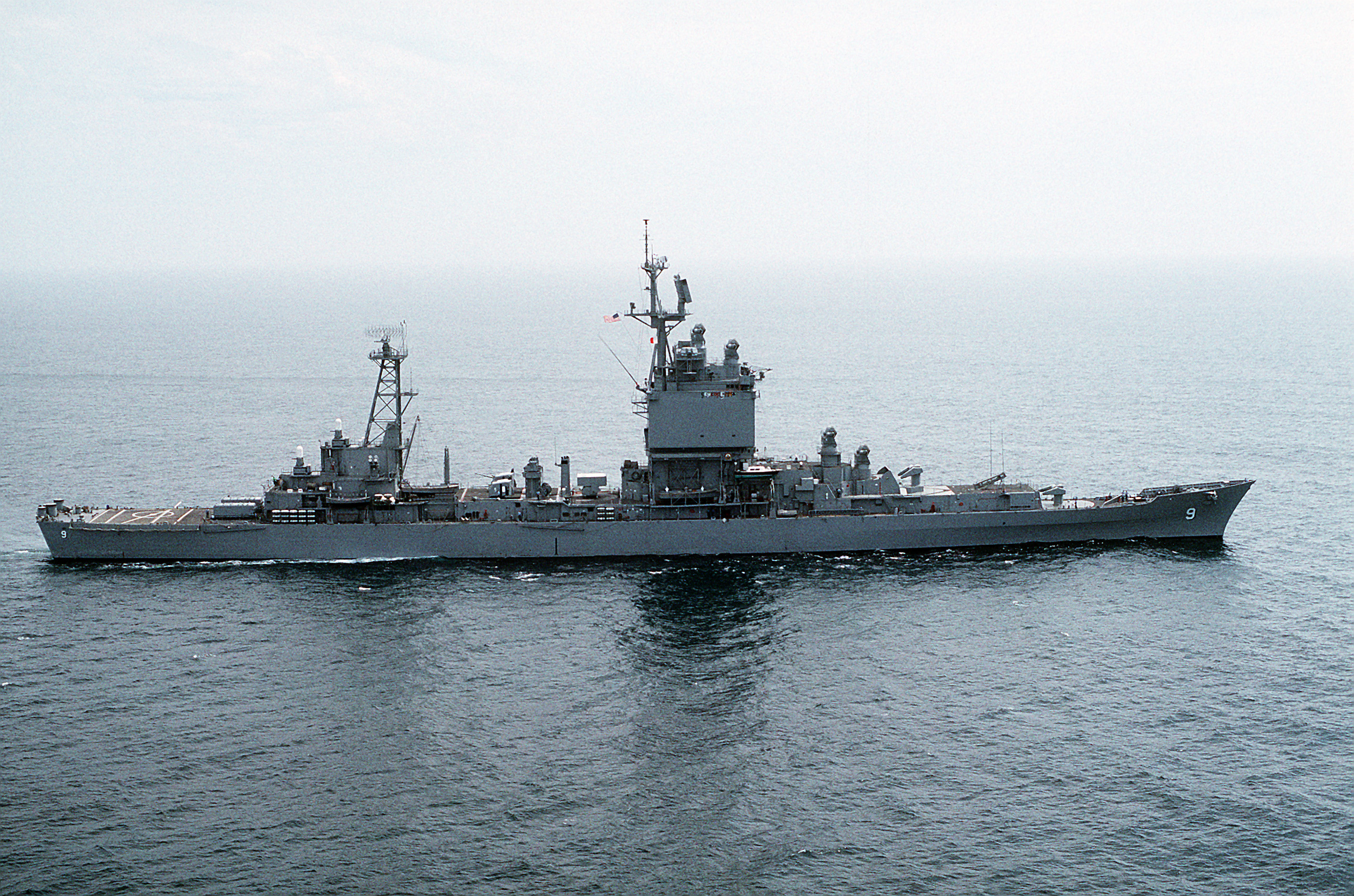
1989年の艦影。SCANFARやタロスの撤去、トマホークやハープーンの搭載などの改修が完了した状態である。

## 登場作品
『沈黙の艦隊』
アニメ版においてアイオワ級戦艦「ニュージャージー」の代役として登場。沖縄沖海戦において第3艦隊と共に原子力潜水艦「やまと」を攻撃するが、魚雷攻撃を受けて撃沈されてしまう。
『見知らぬ明日』
宇宙人の侵略を受け、ソ連軍の連絡将校用資材を輸送するスヴェルドロフ級巡洋艦「オクティアブルスカヤ・レヴォルチャ」を、NATO軍の基地があるアイスランド・ケプラヴィークまでエスコートする。
『紺碧の艦隊2 ADVANCE』
アメリカの巡洋艦として登場。対艦ミサイル、対空ミサイル、対地ミサイル、誘導魚雷を搭載しているが、主砲は搭載していない。グラフィックは新造時のものとなっている。